# Нижняя Маза (Ульяновская область)
Нижняя Маза — село Радищевского района Ульяновской области России. входит в состав Октябрьского сельского поселения. 

## География
Находится на реке Маза, примерно в 6 километрах по прямой на север от районного центра посёлка Радищево.

## История
По преданию, записанному в церковной летописи, село возникло по инициативе беглого стрельца рода Терешонковых. Название по речке и местоположению, ниже Верхней Мазы . 
В 1780 году, при создании Симбирского наместничества, село Николаевское Нижняя Маза тож, помещиковых крестьян, вошло в состав Сызранского уезда.
В 1859 году Нижняя Маза, по почтовому тракту из г. Симбирска в г. Саратов, в 1-м стане Сызранского уезда Симбирской губернии, имелась церковь.
В селе земская школа существует с 1876 года.
В 1891 году, на месте сгоревшего в том же году, купцом Димитрием Семёновичем Начаркиным был построен новый деревянный храм. Престол в нём в честь Покрова Пресвятые Богородицы. При кладбище и в д. Урусовке есть деревянные часовни.
В 1905 году в селе наблюдалось волнение, был подожжён дом протоиерея Агафодорова.

## Население
| 2010 |
| ---- |
| 318  |

Население составляло: в 1780 году — 159 ревизских душ, 332 человек — в 2002 году (русские 79%), 318 — по переписи 2010 года.

## Известные уроженцы, жители
В 1839 году в селе родился Андрей Иванович Светлаков, известный со временем как  епископ Русской православной церкви Александр.

## Инфраструктура
Личное подсобное хозяйство.
Основа экономики — сельское хозяйство.

## Транспорт
Село доступно автотранспортом по автодороге 73К-1427. Остановка общественного транспорта «Нижняя Маза». 